# Synodontis cuangoana
Synodontis cuangoana és una espècie de peix de la família dels mochòkids i de l'ordre dels siluriformes.

## Morfologia
Els mascles poden assolir els 26,8 cm de llargària total.

## Distribució geogràfica
Es troba a Àfrica: conca del riu Congo a Angola i la República Democràtica del Congo.

## Amenaces
La mineria de diamants, de caràcter artesanal però molt intensiva, és la seua principal amenaça.